# 10-й окремий загін спеціального призначення (Україна)
10-й окремий загін спеціального призначення імені генерал-майора Максима Шаповала (10 ОЗСпП, в/ч А2245) — частина спеціальної розвідки, елітний підрозділ спеціального призначення Збройних сил України. На 2016 рік — єдина силова структура, підпорядкована безпосередньо 4-й службі спеціальної розвідки Головного управління розвідки Міністерства оборони України. Становить спеціальний резерв ГУР МО.

## Історія
Біля витоків формування військової частини А2245 стояв український патріот, ветеран і легенда Афганської війни, Герой Радянського Союзу підполковник Ярослав Горошко.
Це єдиний підрозділ, який може бути негайно задіяний за кордонами України: спеціальний підрозділ ГУР МО виконує широкий спектр завдань щодо захисту інтересів України за її межами і забезпечення безпеки її громадян за межами країни. Загін складається виключно з офіцерів, більшість з яких мають досвід бойових дій. Військовослужбовці загону мають водолазну, повітрянодесантну, гірську підготовку. Дислокується в Києві. Діяльність підрозділу тримається в таємниці.
Серед відомих операцій загону:
- Відбиття захопленої підрозділами ГРУ[джерело?] Росії Керченської переправи в Криму під час Конфлікту щодо острова Тузла.

### Війна на сході України
Від самого початку російської агресії загін бере активну участь у протистоянні диверсійно-розвідувальним групам супротивника та проведенні спеціальних операцій в тилу ворога.
За участі загону в 2015 році було взято в полон бійців 3-ї бригади спеціального призначення ГРУ під Щастям.[джерело?]
Загін брав безпосередню участь в зборі доказової бази стосовно російської збройної агресії.
|  | Це завдяки йому Україна обґрунтувала свою позицію в Гаазі про причетність Росії до збройної агресії, а перед цим надала всі такі задокументовані факти дипломатичними каналами та каналами обміну розвідувальною інформацією з розвідувальними органами союзників |

Проводились розвідувальні рейди в глибокий тил окупованих територій. Окремі розвідувальні операції стосувалися своєчасного оповіщення про розгортання російської артилерії, зокрема далекобійної, а це значно знижувало втрати серед українських військових і мирного населення.
7 червня 2017 року, за даними Юрія Бутусова, підрозділ воєнної розвідки ліквідував на окупованій території Донбасу одного з керівних співробітників спецпідрозділу «Вимпел» ФСБ РФ полковника Черкашина Юрія Михайловича, 1972 року народження, який відповідав за організацію терористичних актів на території України.
24 червня 2017 року за участі загону[джерело?] було знищено диверсійно-розвідувальну групу під керівництвом капітана Збройних сил Російської Федерації Олександра Щерби. Командир групи та снайпер були ліквідовані у ближньому вогневому бою, ще четверо диверсантів затримані, один з них — громадянин РФ Віктор Агєєв, військовослужбовець за контрактом ВС РФ. Згідно розслідування ІнформНапалму, Агєєв був розвідником 22-ї бригади СпП ГРУ РФ.
7 вересня 2017 року, на день воєнної розвідки України, спеціальному резерву ГУР було присвоєно ім'я генерал-майора Максима Шаповала.
Бійці підрозділу брали участь у боях біля Гостомеля, під час Російського вторгнення в Україну 2022.

### Операції за кордоном
Доправлення викупу сомалійським піратам під час Захоплення Фаїни у 2009 році.

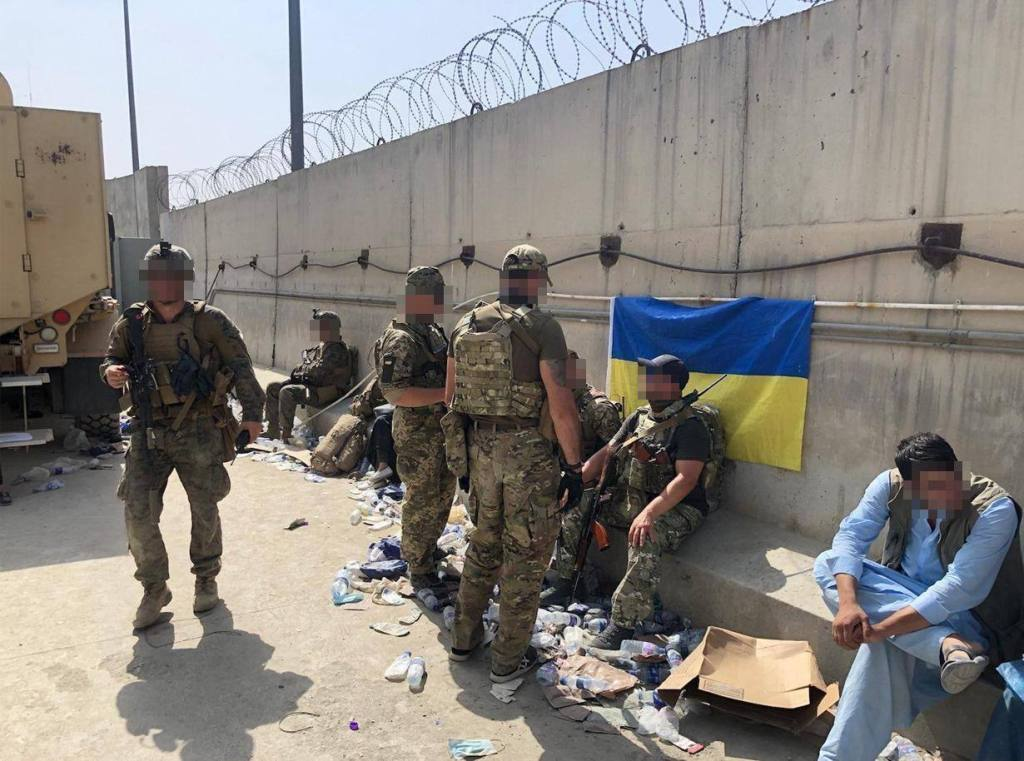
Оператори ГУР МО у аеропорту Кабулу.

18 серпня 2021 року з військового сектору аеропорту Бориспіль до Кабула з місією по евакуації громадян України та іноземців вилетів військово-транспортний літак Іл-76МД 25-ї бригади транспортної авіації ПС ЗСУ з підрозділом ГУР МО на борту. Всього літаки бригади виконали 6 рейсів та вивезли більше 700 громадян різних країн.Спецпризначенці по 3 рази на день виходили у Кабул, щоб знайти та завезти громадян, які підлягали евакуації у аеропорт Кабулу.
26 червня 2022 року британське видання The Times, посилаючись на нібито двох бійців, повідомило про диверсійні операції підрозділу на території Росії.

## Командування
- підполковник Горошко Ярослав Павлович (1993—1994)
- полковник Галва В'ячеслав Анатолійович (????—2010)
- полковник Шаповал Максим Михайлович[22][23] (2013[24]—27.06.2017†)[25][26][a]

## Втрати

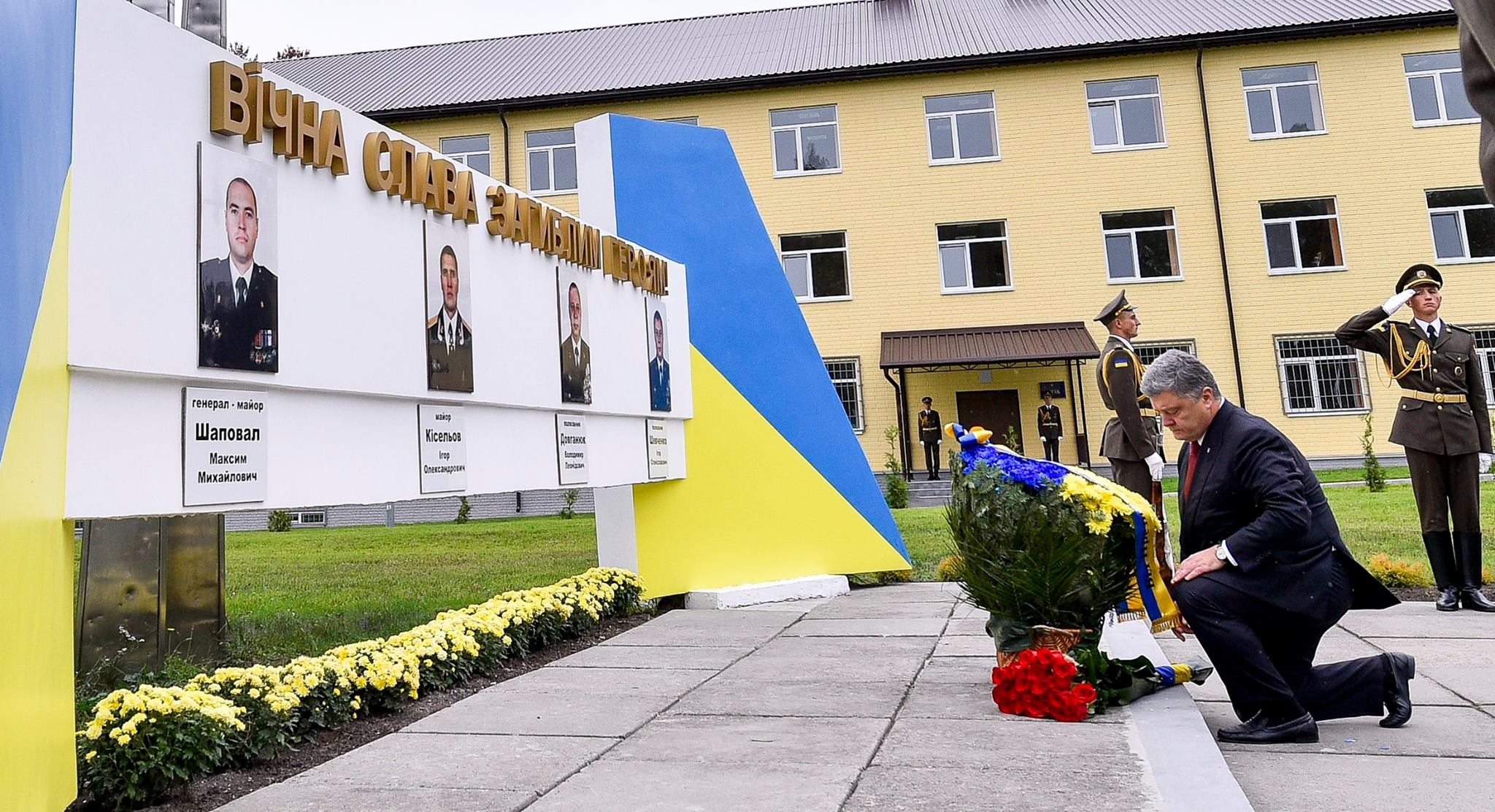
Стелла полеглим. 7 вересня 2017 р.

Станом на 7 вересня 2017 року, на стеллі у гарнізоні підрозділу увічнено пам'ять про 4 полеглих військовослужбовців:
- Шаповал Максим Михайлович
- Кісельов Ігор Олександрович
- Довганюк Володимир Леонідович
- Шевченко Ігор Станіславович
- Гавриленко Іван Михайлович; 22 квітня 2022